# DRP
Distribution requirements planning (DRP) ou planejamento das necessidades de distribuição, pode ser definido como a aplicação dos príncipios do Material Requirements Planning (MRP) num ambiente de distribuição. Consegue integrar as necessidades especiais de distribuição num modelo dinâmico que inclui planos de movimentação de estoque no presente e no futuro (Lambert et al., 1998, p. 207).

## O que é o DRP?
O DRP é uma abordagem de planejamento sofisticada que consegue considerar diversos níveis de distribuição e as suas características. O DRP é a extensão lógica do MRP, embora exista uma diferença significativa entre as duas técnicas (Bowersox et al., 1996, p. 291).
Esta ferramenta pode ser bastante poderosa visto que auxilia as operações de distribuição. Embora este seja um conceito bastante simples, de modo a maximizar o seu benefício, uma empresa tem que lidar com barreiras de foro humano e técnico (Robeson e Copacino, 1994, p. 391).

### Barreiras humanas
As barreiras humanas incluem (Robeson e Copacino, 1994, p. 391):
- Desenvolver e treinar pessoas de modo a serem capazes de lidar com as ferramentas computadorizadas utilizadas nos processos do DRP;
- Ultrapassar barreiras de coordenação interfuncional, particularmente entre as secções de marketing e distribuição, e entre as secções de produção e distribuição, de modo a que as referidas secções passem a utilizar o DRP como apoio nas suas tomadas de decisão;
- Garantir que o processo se torna integrado nos planos regulares de negócio da empresa.

### Barreiras técnicas
As barreiras técnicas incluem (Robeson e Copacino, 1994, p. 391):
- Recolher a informação necessária e manter essa informação atualizada, utilizando uma tecnologia baseada em base de dados;
- Implementar e desenvolver o software de processamento de informação necessário para utilizar o DRP;
- Integrar todo o software desenvolvido com o restante sistema operativo da empresa.

Empresas que conseguem ultrapassar todas estas barreiras facilmente se apercebem que o DRP pode ajudar substancialmente no melhoramento do serviço prestado ao cliente, reduzindo os stocks de produtos acabados, reduzindo os custos de transporte para centros de distribuição, melhorando a eficiência das operações nos respectivos centros de distribuição e estabelecendo melhor ligação entre a produção e a distribuição. (Robeson e Copacino, 1994, p. 391)

## DRP e a informação
As empresas utilizam o DRP para projetar a quantidade e momento de encomenda de  artigos mantidos em estoque (SKUs) que será necessário repor num período de tempo futuro de semanas ou meses. Esta informação é utilizada para diversos fins, alguns deles são (Robeson e Copacino, 1994, p. 392):
- Coordenar a reposição de SKUs que provêm do mesmo fornecedor;
- Selecionar os meios de transporte, as rotas e os tamanhos das embalagens a utilizar que sejam economicamente mais viáveis;
- Calendarizar a recepção de encomendas e utilização de mão-de-obra extra;
- Desenvolver um plano de produção para cada SKU.

Estes processos de reposição de estoque são feitos de uma forma que providencia uma quantidade mínima de stock de segurança mantendo a sua eficiência na satisfação da procura. O desenvolvimento de todo este processo para cada SKU envolve as seguintes informações (Robeson e Copacino, 1994, p. 392):
- Previsões da procura;
- Níveis correntes de estoque;
- Estoque de segurança objectivo para cada produto;
- Quantidades de reposição recomendadas;
- Tempo de aprovisionamento (conhecido como lead time) de cada produto, a partir do momento em que é encomendado.

Dadas estas informações, uma empresa consegue construir projeções de reposição a tão longo prazo quanto as previsões o permitirem (Robeson e Copacino, 1994, p. 392).

## DRP e a logística
As necessidades no campo da logística incluem equipamentos, infra-estruturas, mão-de-obra e níveis de stock que são necessários para conseguir alcançar os objetivos propostos pela missão logística. É frequente as necessidades logísticas serem implementadas e controladas utilizando o DRP. Esta ferramenta é utilizada na gestão de estoques e controle de processos (Bowersox et al., 2007, p. 120).

## Implementar o DRP
Antes de se implementar o DRP as empresas têm que reconhecer que o mesmo pode ser dispendioso, tanto economicamente como na quantidade de tempo necessário para um projeto desta envergadura. Os gestores interessados apenas em reduzir os níveis de stocks de um determinado armazém, facilmente podem perceber que a teórica clássica do ponto de encomenda de estoques, com um correto nível de segurança, quando bem implementada, pode ser mais eficaz. Mas se um gestor tem como objectivo a redução dos custos de posse e de transporte de um determinado estoque, fruto de uma cadeia de abastecimento de vários níveis, então o DRP será uma opção a ter em conta (Robeson e Copacino, 1994, p. 407).
Implementar um sistema DRP requer que se tenha em conta várias questões, de entre as quais se podem destacar (Robeson e Copacino, 1994, p. 404):
- Entender as circunstâncias em que o DRP será uma mais valia para a empresa;
- Rever softwares alternativos e seleccionar o mais apropriado;
- Definir os parâmetros de planeamento;
- Preparar e manter as bases de dados necessários ao DRP;
- Definir os processos e treinar as pessoas que irão lidar com o sistema.